# Uniscope

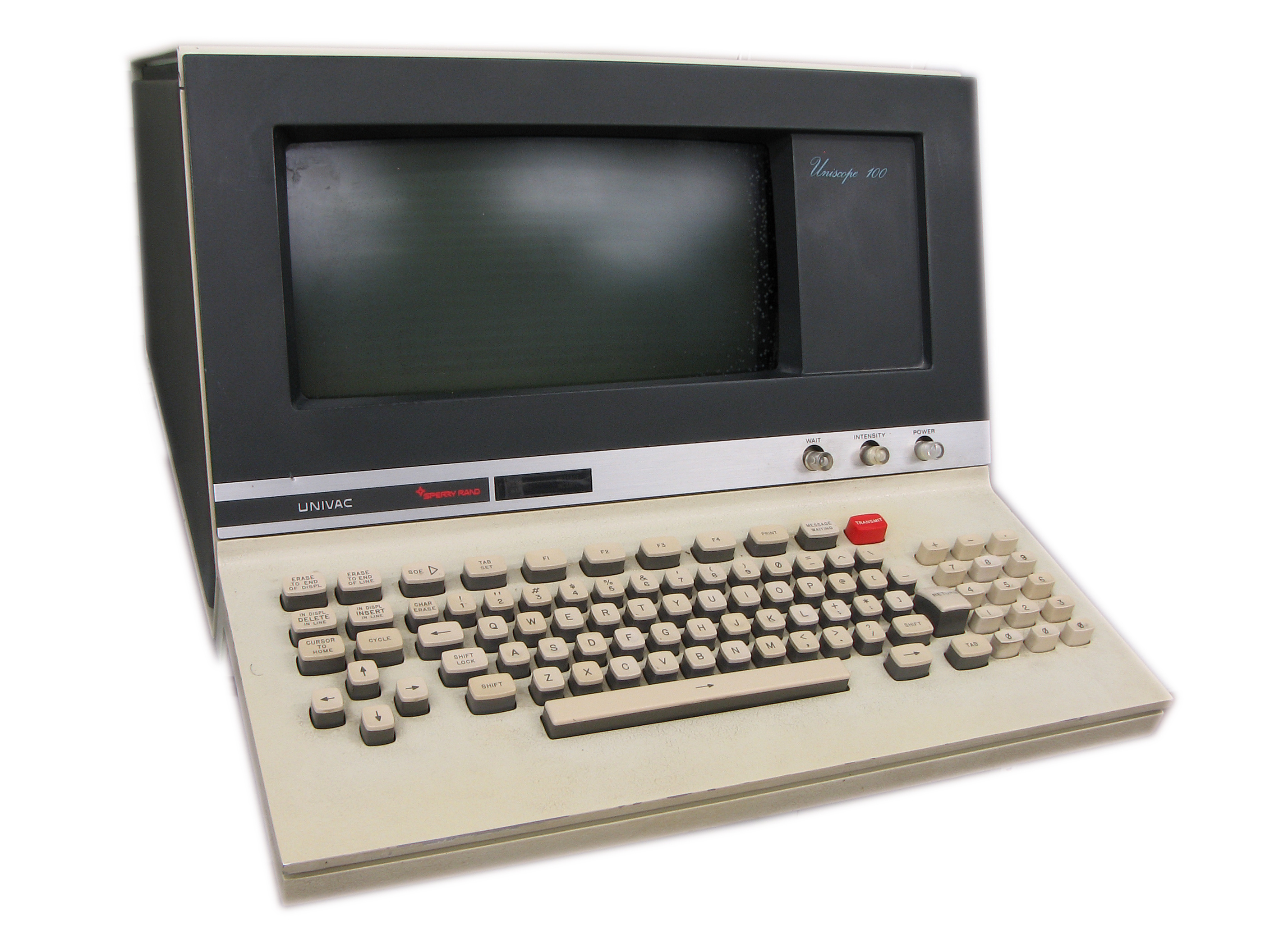
Uniscope 100

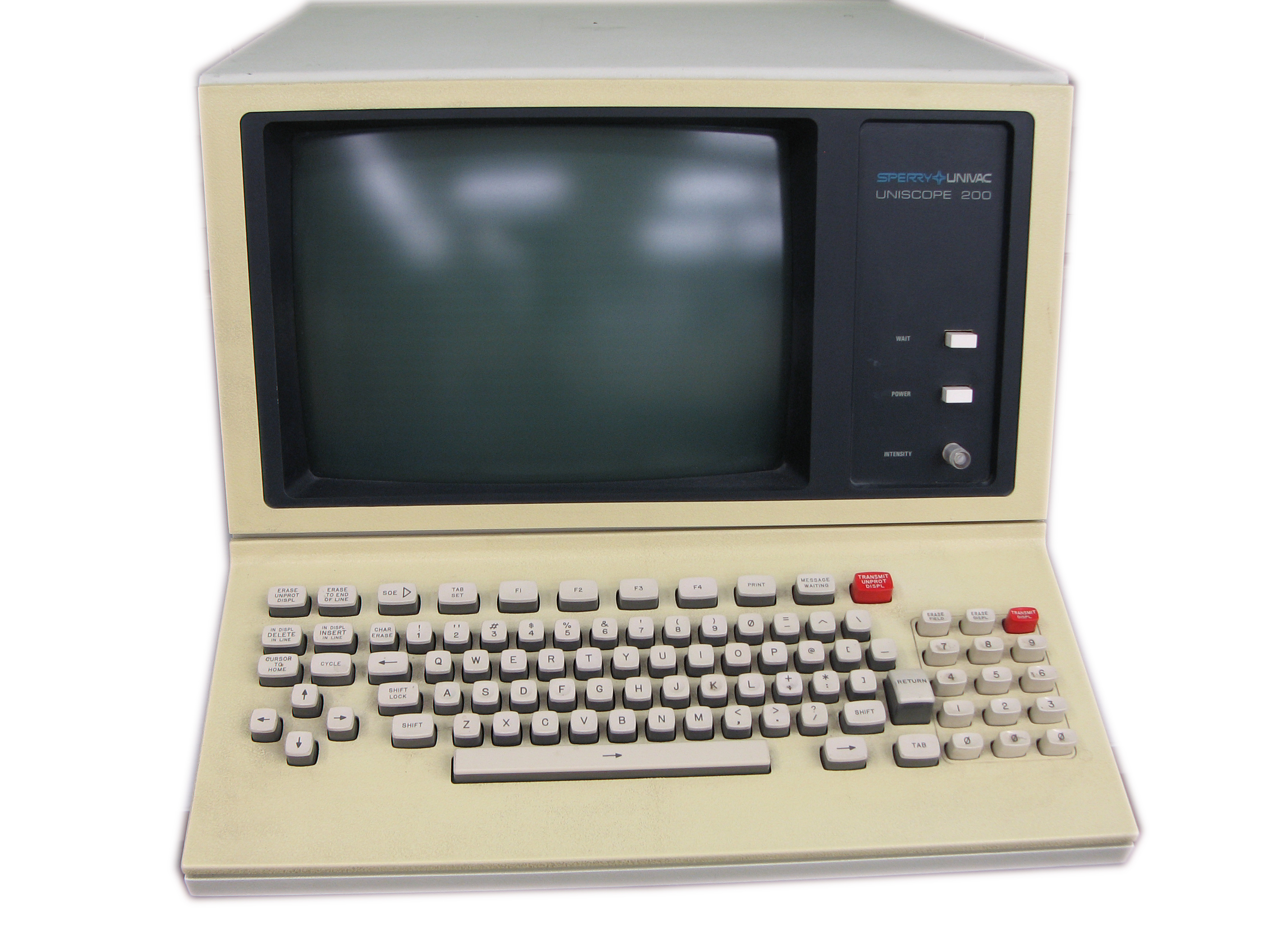
Uniscope 200

Uniscope — серия алфавитно-цифровых компьютерных терминалов. Выпускались компанией Sperry для работы с компьютерами серии UNIVAC. Модельный ряд включал в себя Uniscope 100, Uniscope 200, Uniscope 300, UTS 10, UTS 20, UTS 30, UTS 40 и цветную модель UTS 60.
Закрытый асинхронный коммуникационный протокол был общим для всех моделей Uniscope. Группы терминалов были подсоединены общей линией связи и распознавались по удалённому идентификатору и идентификационным символам станции. Некоторые терминалы могли оборудоваться периферийными устройствами, такими как принтеры и записывающие устройства, которые идентифицировались через линию связи по идентификатору устройства. Терминалы, подключенные к линии связи, последовательно опрашивались на наличие передаваемых данных, иногда производился общий опрос, на который должен был ответить хотя бы один терминал, имеющий данные для передачи. Довольно сложный протокол представления данных позволял программистам прикладного ПО разделять экран на любое количество областей предназначенных для различных целей. Например, поле ввода могло быть запрограммировано таким образом, что в него можно было вводить либо только цифры, либо буквы и цифры вместе. Некоторые поля ввода могли быть заблокированными для оператора терминала. Расширение протокола представления данных позволяло программистам определять цвет для каждого поля.
Цветной терминал UTS 60 появился на рынке примерно в то же время, что и настольные компьютеры с EGA-мониторами. Многие сходятся во мнении, что UTS 60 был технически слишком сложным и имел завышенную цену для развивающегося рынка. После появления программы, эмулирующей терминал Uniscope и работавшей на настольных компьютерах, производство самих терминалов было прекращено. Размер экрана Uniscope 100 был 80 × 12 или 64 × 16 символов. Все буквы были заглавными. Каждый символ по отдельности прорисовывался как последовательность сплайнов, используя технологию разработанную для дисплеев в кабинах военных аппаратов. Последние модели Uniscope поддерживали режим 80 × 24 символов и использовали растровую технологию.